# جورج جوزيف كمال
جورج جوزيف كمال (بالتشيكية: Georg Joseph Kamel)‏ هو صيدلي ومبشر وعالم طيور وعالم نبات تشيكي، ولد في 21 أبريل 1661 في برنو في التشيك، وتوفي في 2 مايو 1706 في مانيلا في الفلبين.